# شاتل فضایی کلمبیا

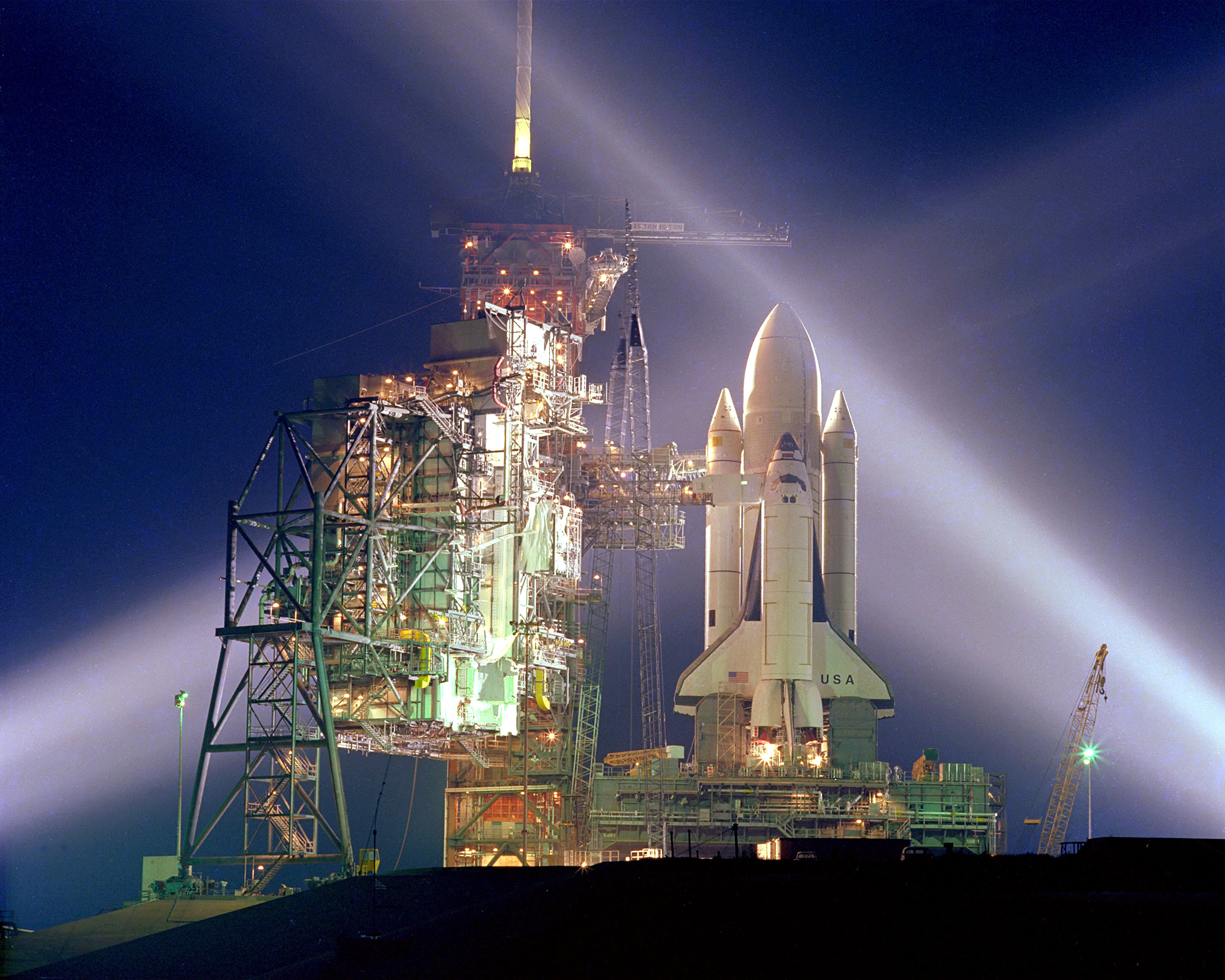
شاتل فضایی کلمبیا در مأموریت اس‌تی‌اس-۱

شاتل فضایی کلمبیا (به انگلیسی: Space Shuttle Columbia) نام یکی از مدارگردهای برنامه شاتل‌های فضایی سازمان هوانوردی و فضایی ملی آمریکا (ناسا) بود که در ۱ فوریه ۲۰۰۳ هنگام بازگشت از ایستگاه بین‌المللی فضایی و در بیست و هشتمین مأموریت فضایی خود (ماموریت اس‌تی‌اس-۱۰۷) به همراه ۷ فضانورد از کشورهای آمریکا، اسرائیل و هندوستان در حال بازگشت به جو زمین منفجر شد و تمام سرنشینان آن کشته شدند.
شاتل کلمبیا نخستین شاتل فضایی مورد استفاده در برنامه شاتل‌های فضایی ناسا بود و نخستین مأموریت فضایی خود را از ۱۲ تا ۱۴ آوریل ۱۹۸۱ میلادی (۲۳ تا ۲۵ فروردین ۱۳۶۰ شمسی) با موفقیت به پایان رسانده بود.

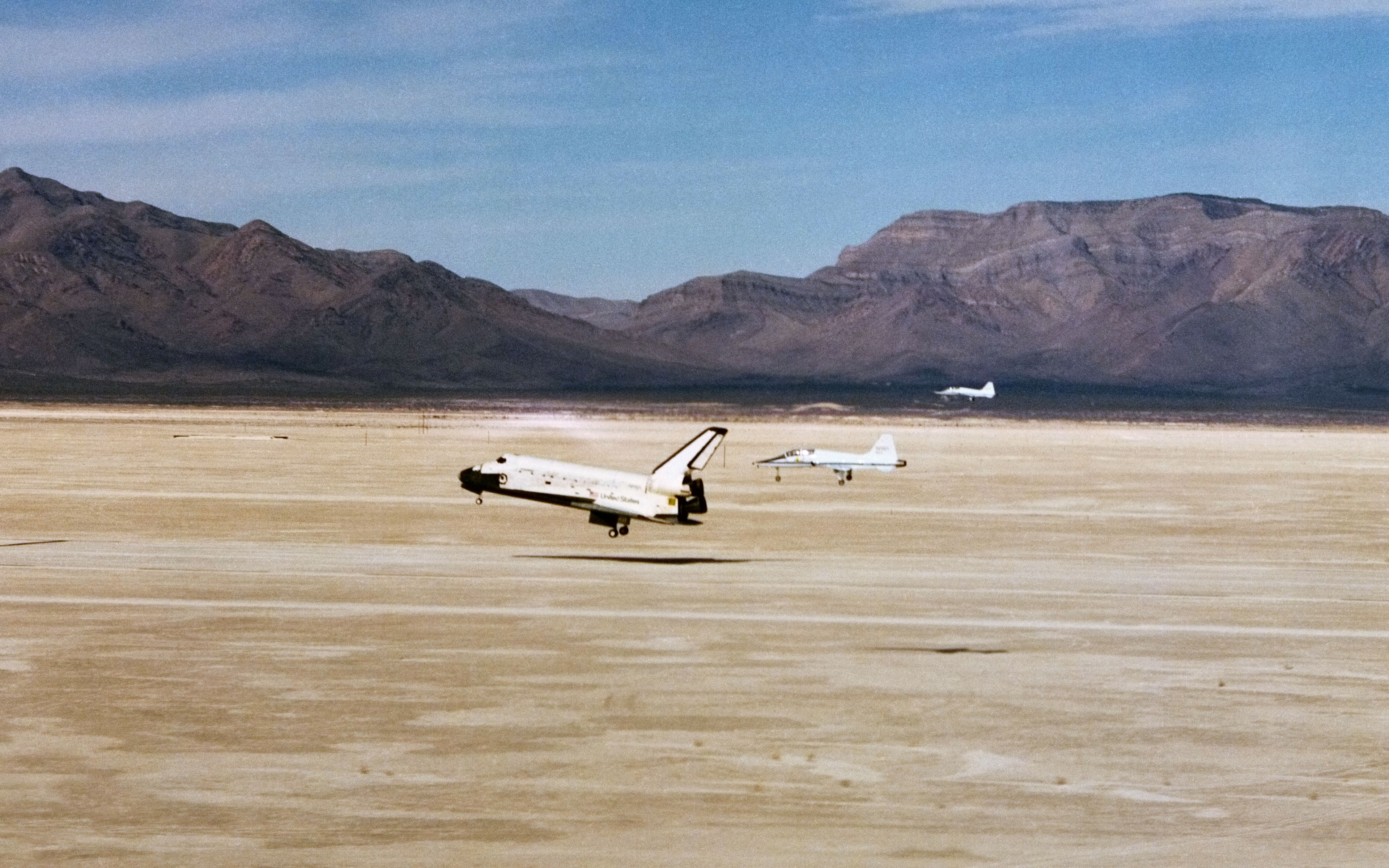
شاتل فضایی کلمبیا در مأموریت اس‌تی‌اس-۳

فرمانده این شاتل ریک هازبند بود

## تاریخچه
عملیات ساخت فضاپیمای کلمبیا در ابتدا به سال ۱۹۷۵ در پالم دیل، کالیفرنیا آغاز شد. نام‌گذاری فضاپیما به کشتی «کلمبیا» که در بوستون نگهداری می‌شود برمی‌گردد. رابرت گری، کاپیتان کشتی، با «کلمبیا» به کاوش در قسمت‌های شمال غربی اقیانوس آرام پرداخت و بعدها با این کشتی زمین را دور زد و نام خود را به عنوان نخستین آمریکایی که با کشتی‌رانی به دور زمین چرخیده‌است ثبت کرد. نام این شاتل همچنین به «کلمبیا»، نام ماژول فرماندهی آپولو ۱۱ نیز برمی‌گردد.
پس از عملیات ساخت، در ۲۵ مارس ۱۹۷۹ میلادی به پایگاه فضایی کندی منتقل شد تا برای نخستین پرتاب آماده شود. در ۱۹ مارس ۱۹۸۱ در خلال آماده‌سازی برای تست زمینی، پنج کارگر که با گاز نیتروژن مشغول پاکسازی بودند دچار اختناق شده و دو نفر از آنان جان خود را از دست دادند.

## حادثه شاتل فضایی کلمبیا

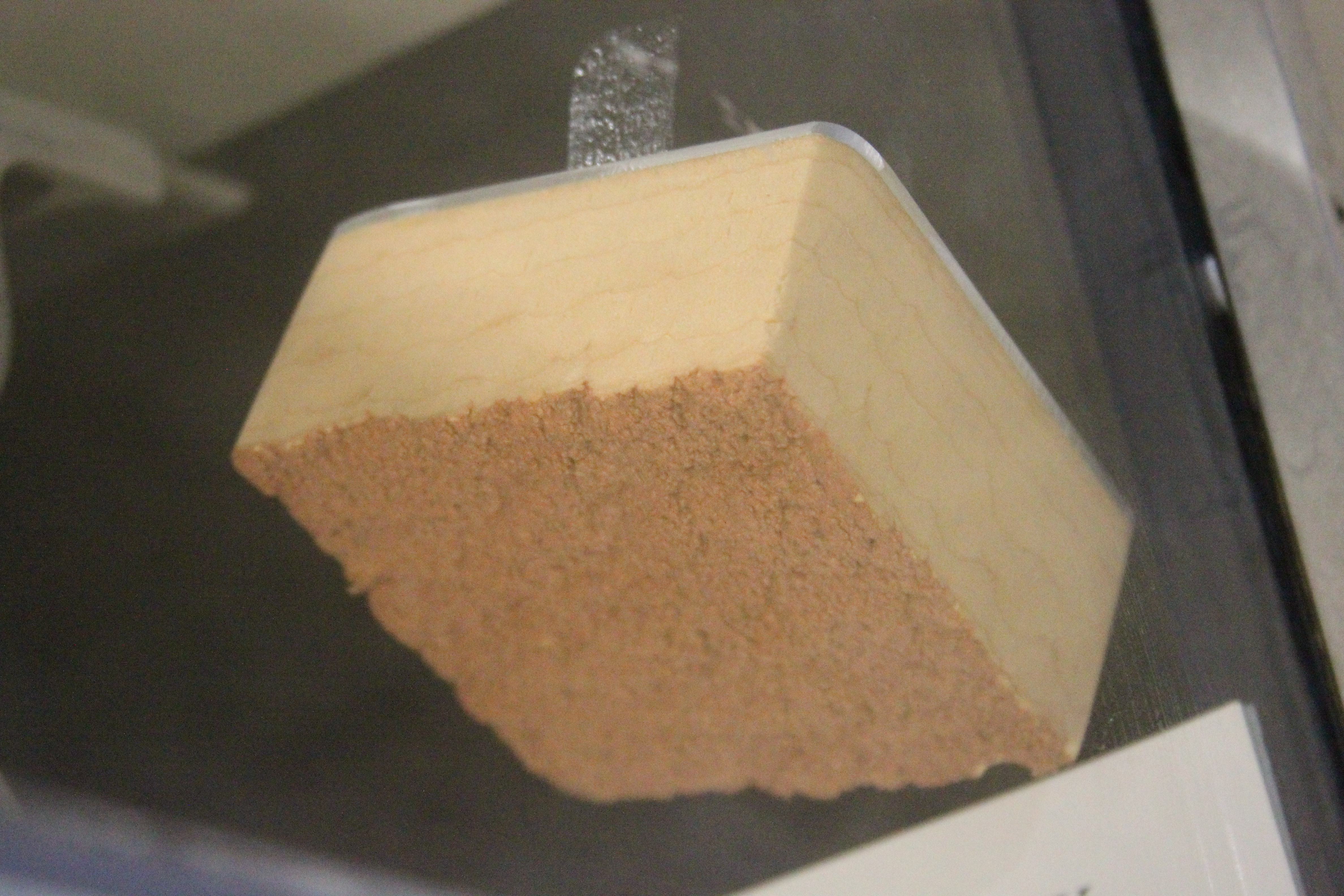
نمونه ای از فوم مخزن خارجی شاتل فضایی

سانحه‌ای که پس از اتمام مأموریت اس‌تی‌اس-۱۰۷ در فضا و هنگام عبور از جو زمین برای شاتل کلمبیا رخ داد منجر به کشته شدن همهٔ هفت سرنشینش شد. این سانحه که در یکم فوریه، ۲۰۰۳ رخ داد باعث به تعویق افتادن سفرهای فضایی شاتل‌های ناسا تا ژوئن ۲۰۰۵ میلادی شد.

### علت حادثه
هنگام پرتاب شاتل به فضا، قطعه‌ای ۷۵۰ گرمی از فوم محافظ حرارتی مخزن خارجی شاتل فضایی شاتل کنده شد و به موزاییک کامپوزیت کربن-کربن عایق حرارت بال چپ اصابت کرد. برخورد این قسمت باعث ایجاد شکافی در لبه حمله بال شد و هنگام بازگشت به زمین و در جو که شاتل با گرمای زیادی روبرو بود، دمای زیاد و گازهای گرم باعث شکسته شدن بال از داخل و در نتیجه تکه‌تکه شدن شاتل شد.

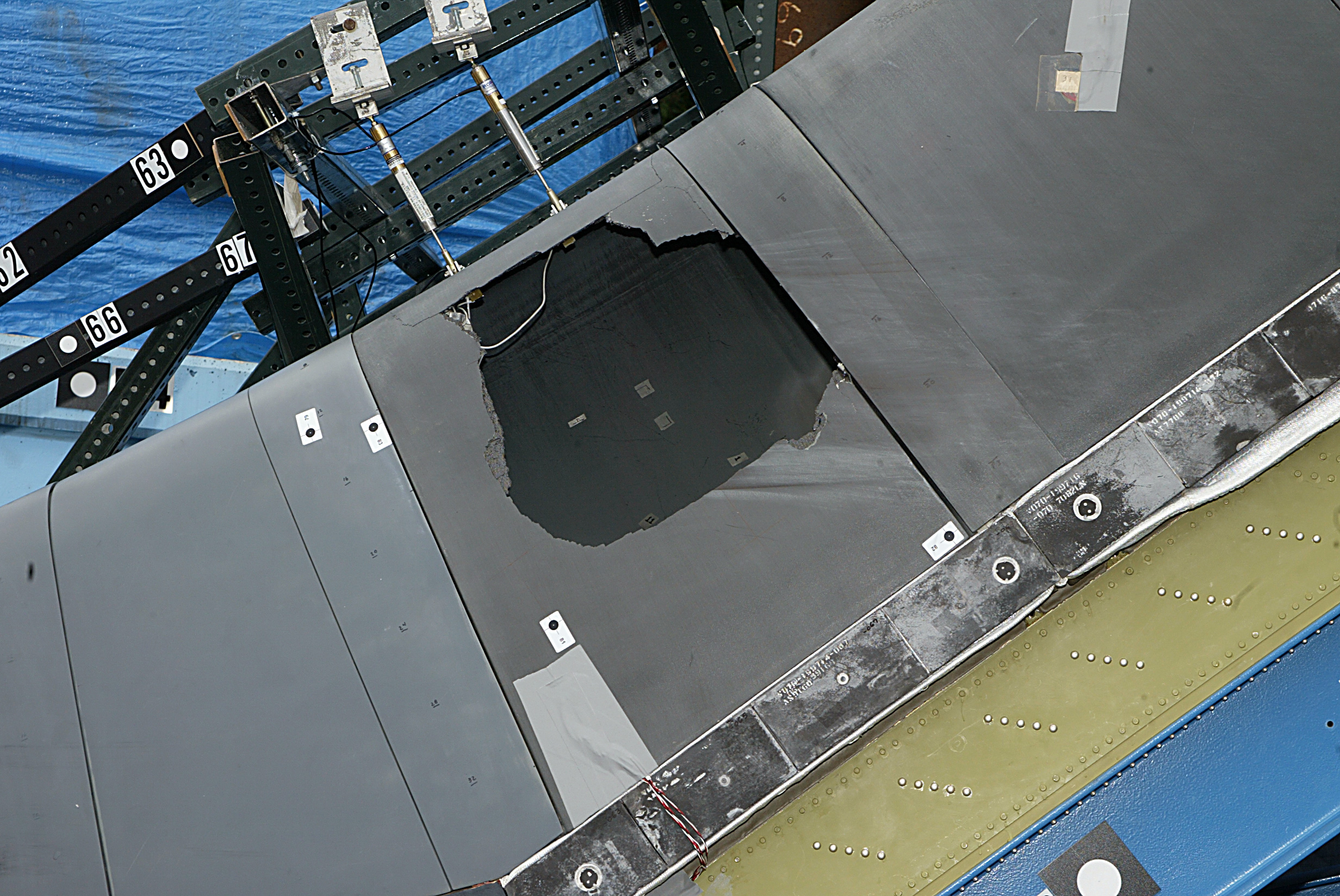
آزمایش پرتاب فوم به ماکت بال چپ. کاشی سرامیکی کامپوزیت کربنی مورد آزمایش از یک شاتل دیگر گرفته شده که سابقه پرواز مشابهی با کاشی دخیل در سانحه داشته‌است.

بررسی فیلم‌ها و عکس‌های پرتاب شاتل، نگرانی‌هایی را در مورد امکان آسیب رساندن این فوم‌ها به بدنه شاتل در میان مهندسان ایجاد کرده بود؛ آن‌ها تلاش کرده‌بودند که ناسا از وزارت دفاع آمریکا (فرماندهی راهبردی ایالات متحده آمریکا) بخواهد تا عکس‌هایی را از شاتل در حال گردش در مدار تهیه کند، اما مدیران ناسا که نگران ایجاد تأخیر در نتیجه مانورهای مورد نیاز برای عملیات عکس‌برداری بودند با این عملیات مخالفت کردند.

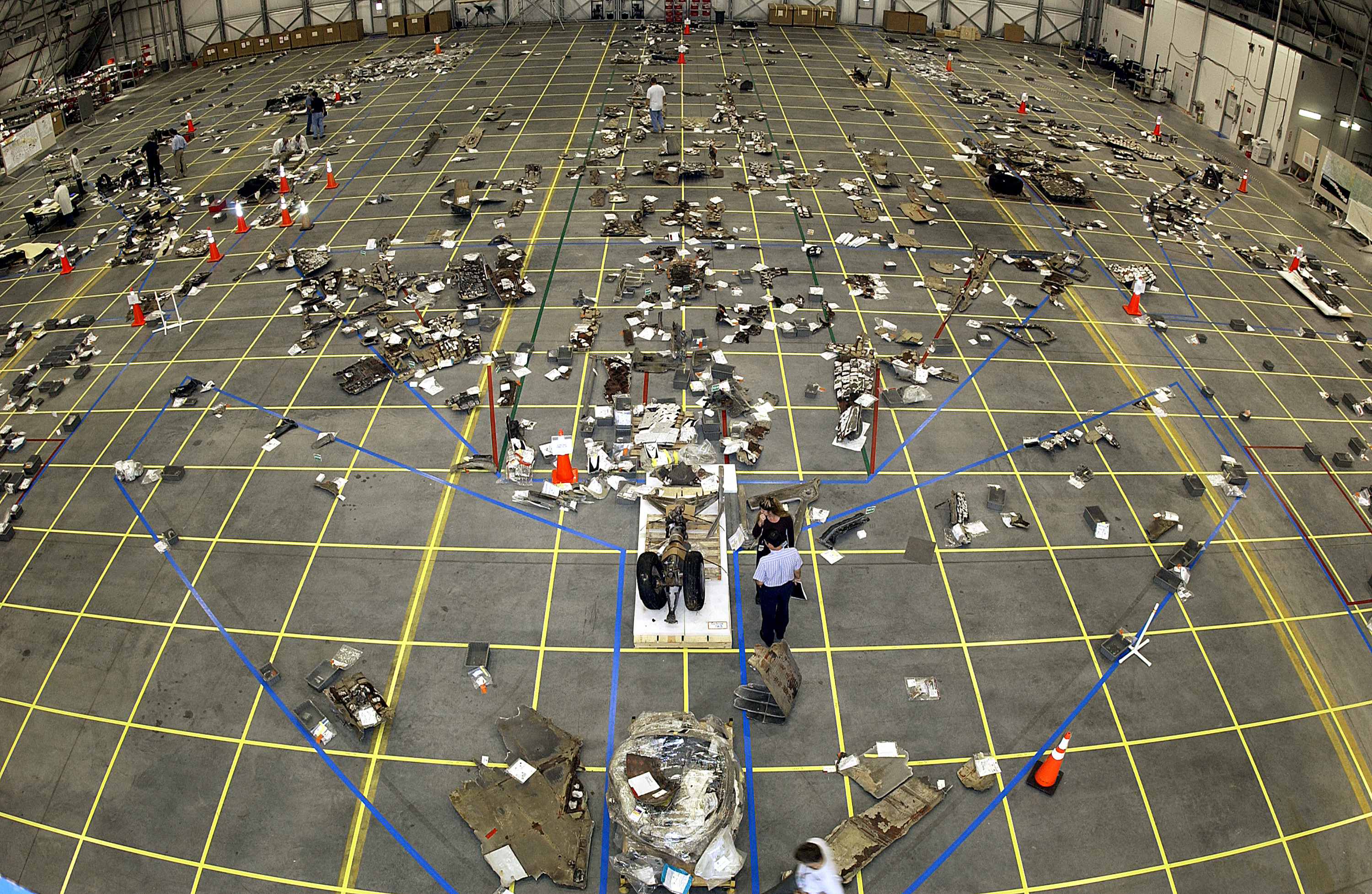
قطعات پیداشده از لاشه کلمبیا

در فضاپیمای کلمبیا امکانی برای انجام تعمیرات فضایی در حین گردش مداری وجود نداشت. برخی معتقدند که در صورت کشف آسیب دیدگی موزاییک عایق این امکان وجود داشت که فضاپیمای آتلانتیس (که در حال آماده‌سازی برای مأموریت اس‌تی‌اس-۱۱۴ بود)، سریعاْ پرتاب شود و در کنار کلمبیا پهلوگیری کند و فضانوردان کلمبیا را با راه‌پیمایی فضایی به آن منتقل کنند. استفاده از ایستگاه فضایی بین‌المللی امکانپذیر نبود، زیرا سوخت کلمبیا برای رسیدن به مدار ایستگاه فضایی بین‌المللی کافی‌نبود.
جداشدن فوم از مخزن سوخت خارجی، چندین بار در ماموریت‌های پیشین ناسا نیز اتفاق افتاده بود و معمولاً جداشدن و برخورد فوم و یخ از تانکر خارجی فقط منجر به صدمه دیدن کاشی‌های عایق حرارتی شاتل می‌شد، اما از آنجا که فضاپیماهای پیشین بدون حادثه از سفر فضایی برگشته بودند، ناسا به بررسی و پیشگیری جدی از این مشکل نپرداخته بود.

## مأموریت‌ها
| نشان‌های مأموریت | نشان‌های مأموریت | نشان‌های مأموریت | نشان‌های مأموریت | نشان‌های مأموریت | نشان‌های مأموریت                                                                             | نشان‌های مأموریت                                                                                | نشان‌های مأموریت               |
| --------------- | --------------- | --------------- | --------------- | --------------- | ------------------------------------------------------------------------------------------- | ---------------------------------------------------------------------------------------------- | ----------------------------- |
|                 |                 |                 |                 |                 |                                                                                             |                                                                                                |                               |
| اس‌تی‌اس-۱        | اس‌تی‌اس-۲        | اس‌تی‌اس-۳        | اس‌تی‌اس-۴        | اس‌تی‌اس-۵        | اس‌تی‌اس-۹                                                                                    | اس‌تی‌اس-۶۱-سی                                                                                   | اس‌تی‌اس-۶۱-ای (مأموریت لغو شد) |
|                 |                 |                 |                 |                 |                                                                                             |                                                                                                |                               |
| اس‌تی‌اس-۲۸       | اس‌تی‌اس-۳۲       | اس‌تی‌اس-۳۵       | اس‌تی‌اس-۴۰       | اس‌تی‌اس-۵۰       | اس‌تی‌اس-۵۲                                                                                   | اس‌تی‌اس-۵۵                                                                                      | اس‌تی‌اس-۵۸                     |
|                 |                 |                 |                 |                 |                                                                                             |                                                                                                |                               |
| اس‌تی‌اس-۶۲       | اس‌تی‌اس-۶۵       | اس‌تی‌اس-۷۳       | اس‌تی‌اس-۷۵       | اس‌تی‌اس-۷۸       | اس‌تی‌اس-۸۰                                                                                   | اس‌تی‌اس-۸۳                                                                                      | اس‌تی‌اس-۹۴                     |
|                 |                 |                 |                 |                 |                                                                                             |                                                                                                |                               |
| اس‌تی‌اس-۸۷       | اس‌تی‌اس-۹۰       | اس‌تی‌اس-۹۳       | اس‌تی‌اس-۱۰۹      | اس‌تی‌اس-۱۰۷      | اس‌تی‌اس-۱۱۸ (این عملیات به دلیل از دست رفتن کلمبیا در حین اس‌تی‌اس-۱۰۷ با شاتل اندور انجام شد) | اس‌تی‌اس-۱۲۱ (این عملیات به دلیل از دست رفتن کلمبیا در حین اس‌تی‌اس-۱۰۷ با شاتل دیسکاوری انجام شد) |                               |

## سایت‌های دیگر
- هیئت تحقیق درباره سانحه انفجار کلمبیا
- منابع چندرسانه‌ای درباره سانحه انفجار